# Jos De Beukelaere
Joseph "Jos" De Beukelaere (7 de abril de 1925 — 5 de novembro de 1969) foi um ciclista belga. Representou seu país, Bélgica, na perseguição por equipes de 4 km nos Jogos Olímpicos de Verão de 1948. A equipe belga terminou na quinta posição.